# Паризьєн
Паризьєн (фр. Le Parisien вимовляється: [lə paʁizjɛ̃]; досл. «Парижанин») — французька щоденна газета, яка охоплює міжнародні та національні новини, а також новини про життя Парижа і його передмість.
Газета була заснована як «Le Parisien libéré» Емільєном Аморі в 1944 році, а в 1986 назва була змінена на поточну.
Національне видання виходить під назвою "Le Parisien. Aujourd'hui en France " (" Паризьєн. Сьогодні у Франції ").
Газета користується великим попитом як національна газета Франції з щоденним накладом 500 000 (2009).